# Esquer
|  | No s'ha de confondre amb esca o escar. |

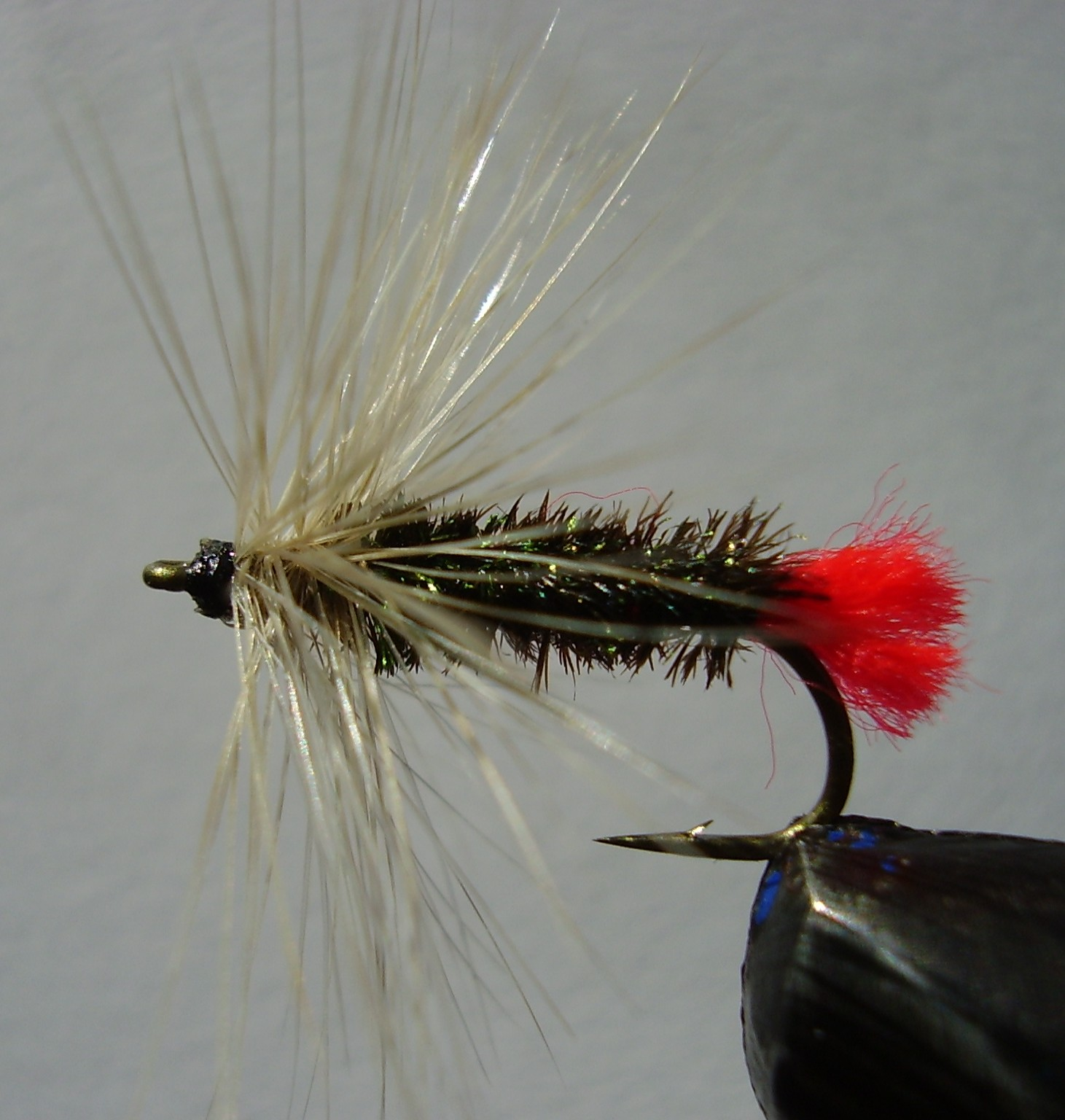
Esquer en forma d'insecte

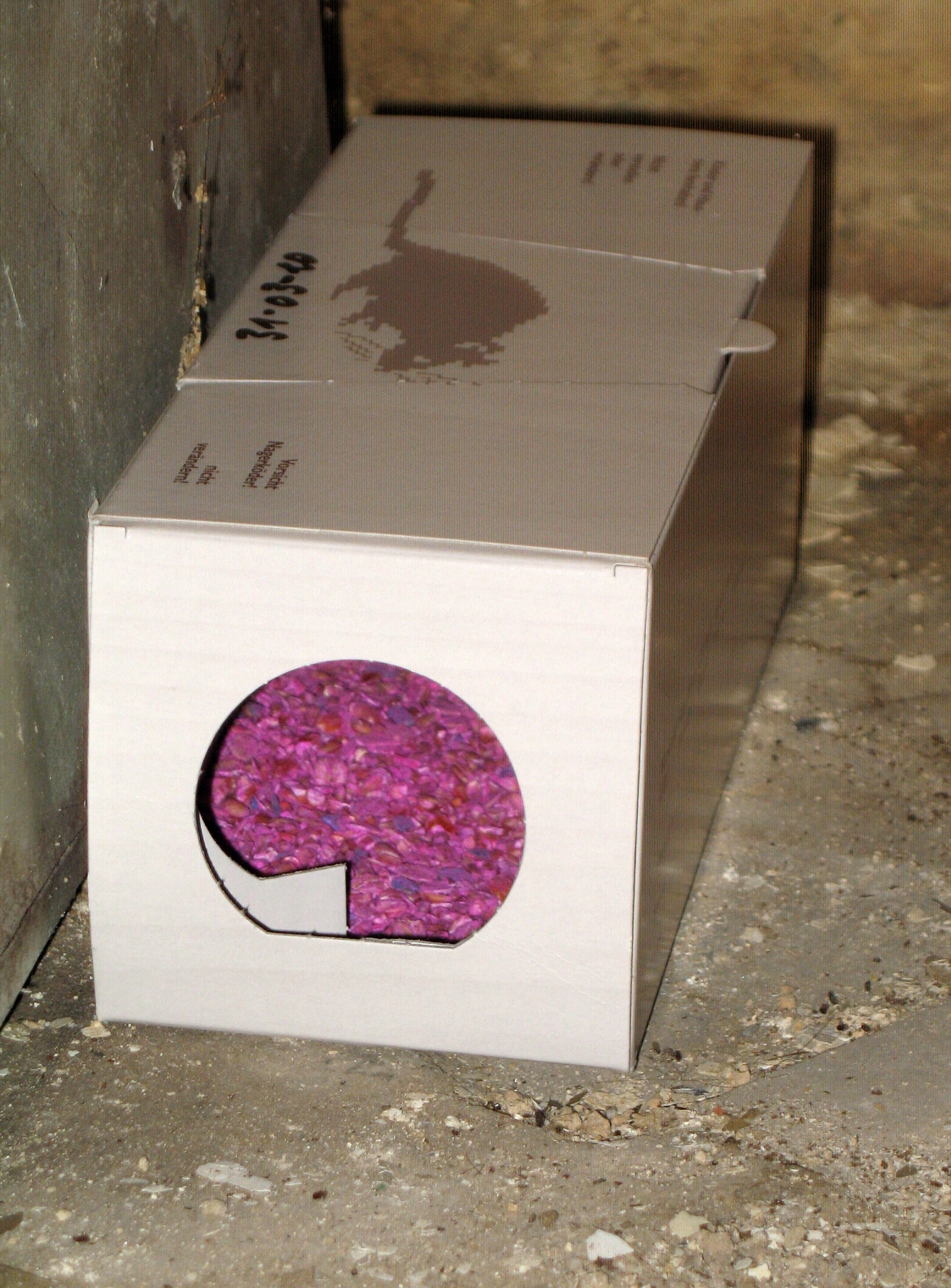
Esquer rodenticida disposat en un portaesquers de cartró.

L'esquer, esc o esca és qualsevol aliment o substància que l'imiti; utilitzada per atraure una presa. L'ús d'un esquer és una pràctica comuna a diverses formalitats de caça amb parany. S'utilitza per caçar el lleopard en els safaris o atreure els taurons per a safaris subaquàtics. També es fa servir per caçar ossos i llops. En la pesca amb canya l'esquer es punxa a l'ham de manera que el peix en quedi enganxat quan vol menjar-se'l. Tradicionalment, els cucs de terra, insectes (per exemple tricòpters), i peixos o trossos de peixos s'han fet servir amb aquesta finalitat. Actualment també es fan servir esquers sintètics i senyals elèctrics atractius.

## Esquers naturals
- Simples.
  - Animals.
  - Vegetals. en aigües dolces i rius de corrent lent.
- Compostos. Són els que requereixen una preparació.

Esquers artificials:
- Peixos artificials
- Les plomes i vinils
- Les culleretes